# Technische Universiteit Berlijn
De Technische Universiteit Berlijn (Duits: Technische Universität Berlin) is een van de vier universiteiten in Berlijn, Duitsland. De gebouwen van de universiteit liggen verspreid over de stad. Het hoofdgebouw en de hoofdcampus bevinden zich in het Berlijnse stadsdeel Charlottenburg.

## Geschiedenis
De universiteit werd onder de naam Koninklijke Technische Hogeschool Charlottenburg in 1879 opgericht, na een fusie tussen de Bauakademie (1799) en het Königliches Gewerbe-Institut (1827). In 1916 integreerde de universiteit met de Bergakademie (1770). Tijdens de Tweede Wereldoorlog was de universiteit gesloten. Op 9 april 1946 werd de universiteit heropend onder de huidige naam.

## Faculteiten
Sinds 1 april 2001 is de universiteit onderverdeeld in acht faculteiten:
- Geesteswetenschappen
- Wiskunde en natuurwetenschappen
- Proceswetenschappen
- Elektrotechniek en informatica
- Verkeer en Werktuigbouwkunde
- Planning, Bouw en Milieu
- Economie en Management
- An-Institut (onafhankelijk onderzoeksinstituut)

## Bekende alumni en docenten
- Carl Bosch, scheikundige, ontving in 1931 de Nobelprijs voor Scheikunde
- Wernher von Braun, hoofd van het Duitse V2-programma
- Walter Dornberger, raketgeleerde en hoofd van het raketteam van de Wehrmacht
- Gerhard Ertl, scheikundige, ontving in 2007 de Nobelprijs voor Scheikunde
- Dennis Gabor, natuurkundige, uitvinder van de holografie, ontving in 1971 de Nobelprijs voor Natuurkunde
- Erwin Gohrbandt, medicus, docent aan de TU en uitvoerder van de eerste vaginoplastiek
- Fritz Haber, chemicus, ontving in 1918 de Nobelprijs voor Scheikunde
- Gustav Ludwig Hertz, natuurkundige, ontving in 1925 de Nobelprijs voor Natuurkunde
- George de Hevesy, scheikundige, ontving in 1943 de Nobelprijs voor Scheikunde
- Abdul Qadir Khan, Pakistaans atoomgeleerde
- Wolfgang Paul, natuurkundige, ontving in 1989 de Nobelprijs voor Natuurkunde
- Arthur Rudolph raketgeleerde, mede-uitvinder van de Saturnus V-raket
- Ernst Ruska, natuurkundige, ontving in 1986 de Nobelprijs voor Natuurkunde
- Karl Friedrich Schinkel, architect
- Albert Speer, architect, minister van Bewapening en Munitie tijdens het nazi-regime
- Eugene Wigner, natuurkundige, ontving in 1963 de Nobelprijs voor Natuurkunde
- Konrad Zuse, computerpionier die de eerste computers ter wereld bouwde

Aken · Augsburg · Bamberg: Otto-Friedrich · Bayreuth · Berlijn (Vrije Universiteit · Humboldt · Technische Universiteit · Kunsten) · Bielefeld · Bochum · Bonn · Braunschweig · Bremen (Universiteit Bremen · Jacobs University) · Chemnitz · Clausthal · Cottbus-Brandenburg · Darmstadt · Dortmund · Dresden · Duisburg-Essen · Düsseldorf: Heinrich Heine · Eichstätt-Ingolstadt · Erfurt · Erlangen-Neurenberg: Friedrich-Alexander · Frankfurt am Main · Frankfurt an der Oder: Europa · Freiberg · Freiburg · Gießen · Göttingen: Georg August · Greifswald: Ernst Moritz Arndt · Hagen · Halle-Wittenberg: Martin Luther · Heidelberg: Ruprecht Karls · Hamburg (Hamburg · HafenCity · Hamburg-Harburg · Helmut Schmidt) · Hannover (Hannover · Medische Hogeschool) · Hildesheim · Hohenheim · Ilmenau · Jena: Friedrich Schiller · Kaiserslautern · Karlsruhe · Kassel · Keulen · Duitse Sporthogeschool Keulen · Kiel: Christian Albrechts · Koblenz-Landau · Konstanz · Leipzig · Lübeck · Lüneburg: Leuphana · Magdeburg: Otto von Guericke · Mainz: Johannes Gutenberg · Mannheim · Marburg: Philipps · München (Ludwig Maximilians · Technische Universiteit · Oekraïense Vrije Universiteit · Universiteit van het Bondsleger) · Münster · Oldenburg: Carl von Ossietzky · Osnabrück · Paderborn · Passau · Potsdam · Regensburg · Reutlingen · Rostock · Saarbrücken · Siegen · Stuttgart · Trier · Tübingen: Eberhard-Karls · Ulm · Vechta · Weimar: Bauhaus · Witten: Herdecke · Wuppertal · Würzburg: Julius Maximilians
 België: 
Faculté polytechnique de Mons · 
Université catholique de Louvain · 
Université libre de Bruxelles · 
Université de Liège · 
Vrije Universiteit Brussel · 
 Denemarken: 
Danmarks Tekniske Universitet · 
 Brazilië: 
Universiteit van São Paulo · Escola Politécnica da Universidade de São Paulo · 
 Duitsland: 
Rheinisch-Westfälische Technische Hochschule · 
Technische Universiteit Berlijn · 
Technische Universität Darmstadt · 
Technische Universität Dresden · 
Leibniz Universität Hannover · 
Technische Universität München · 
Friedrich-Alexander-Universität Erlangen-Nürnberg · 
Universiteit van Stuttgart · 
 Finland:
Teknillinen Korkeakoulu ·
 Frankrijk:
École Centrale de Lille · 
École centrale de Lyon ·
École centrale de Marseille ·
École centrale de Nantes ·
École centrale Paris ·
École nationale des ponts et chaussées ·
École nationale supérieure de techniques avancées · 
Institut supérieur de l'aéronautique et de l'espace · 
École Supérieure d'Électricité · 
 Griekenland:
Aristoteles-universiteit van Thessaloniki · 
Ethniko Metsovio Polytechnio Athina ·
 Hongarije:
Budapest University of Technology and Economics · 
 Italië:
Politecnico di Milano ·
Politecnico di Torino · 
Universiteit van Padua ·
Università degli Studi di Trento ·
 Noorwegen:
Technisch-natuurwetenschappelijke Universiteit van Noorwegen ·
 Oostenrijk:
Technische Universiteit Wenen ·
 Polen:
Wroclaw University of Technology ·
 Portugal ·
Instituto Superior Técnico · 
 Rusland:
Technische Staatsuniversiteit van Moskou ·
Moscow State Technical University of Radio Engineering · 
Tomsk Polytechnic University ·
 Spanje:
Universidad Politécnica de Madrid · 
Universitat Politècnica de València · 
Universidad Pontificia Comillas · 
Universidad de Sevilla · 
Universitat Politècnica de Catalunya · 
 Tsjechië:
Tsjechische Technische Universiteit · 
 Turkije:
Technische Universiteit Istanboel · 
 Verenigd Koninkrijk:
Queen's Universiteit van Belfast · 
 Zweden:
Technische Universiteit Chalmers · 
Kungl. Tekniska Högskolan ·
Lunds Tekniska Högskola · 
 Zwitserland:
Eidgenössische Technische Hochschule Zürich · 
Technische Universiteit van Lausanne
Aalborg ·
Aken ·
Barcelona ·
Belgrado · 
Berlijn · 
Boedapest · 
Boekarest · 
Braunschweig · 
Brno ·
Darmstadt ·
Delft ·
Dresden ·
Dublin ·
Enschede · 
Gdańsk · 
Gent ·
Glasgow · 
Göteborg ·
Graz ·
Grenoble ·
Guildford · 
Haifa ·
Hannover ·
Helsinki ·
Istanboel ·
Karlsruhe ·
Kaunas ·
Lausanne ·
Leuven ·
Lissabon ·
Lissabon NOVA ·
Louvain-la-Neuve ·
Lund · 
Lyon ·
Madrid ·
Milaan ·
Parijs-Saclay ·
Parijs ParisTech ·
Porto ·
Poznań ·
Praag ·
Riga ·
Sheffield · 
Stockholm ·
Stuttgart ·
Tallinn ·
Tomsk ·
Trondheim ·
Turijn ·
Valencia ·
Warschau ·
Wenen ·
Zürich
- Bibsys: 90153015
- Biblioteca Nacional de España: XX135733
- Bibliothèque nationale de France: cb12260059p (data)
- Catàleg d'autoritats de noms i títols de Catalunya: 981058509096006706
- CiNii: DA03055676
- Gemeinsame Normdatei: 2114678-0
- International Standard Name Identifier: 0000 0001 2292 8254
- Library of Congress Control Number: n79066155
- Nationale Bibliotheek van Letland: 000180739
- MusicBrainz: 5abfc3b5-3c5c-45d5-a72a-04eb7df404bc
- Nationale Bibliotheek van Tsjechië: kn20060407005
- Nationale bibliotheek van Australië: 35017821
- Nationale Bibliotheek van Israël: 987007268833905171
- Nationale en Universitaire bibliotheek Zagreb: 000096109
- Istituto Centrale per il Catalogo Unico: VEAV006530
- LIBRIS: 132290
- SNAC: w68d84gd
- Système universitaire de documentation: 031373240
- Trove: 792344
- Union List of Artist Names: 500299972
- Virtual International Authority File: 156528660